# Helenaastrild

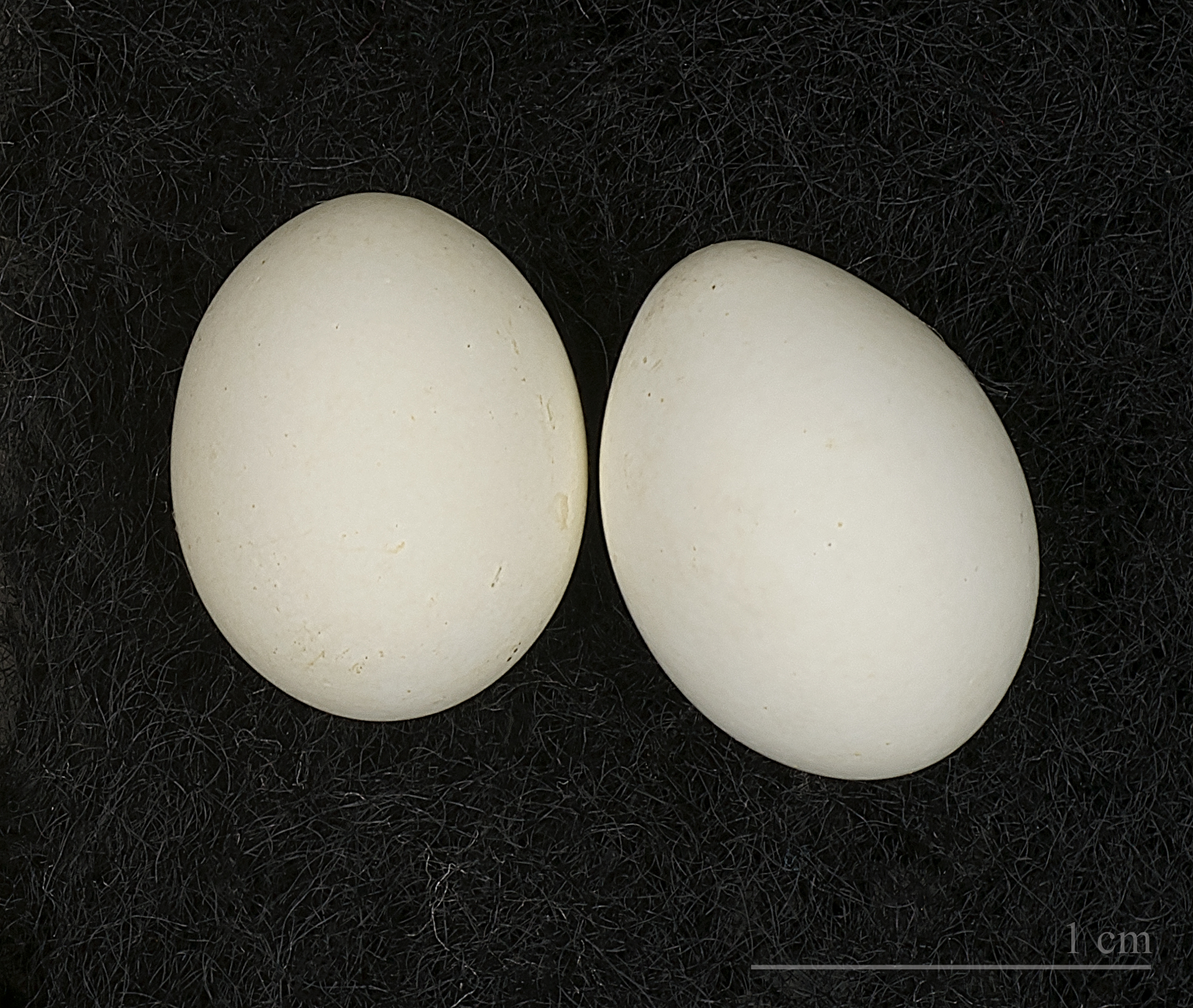
Estrilda astrild

Helenaastrild (Estrilda astrild) är en ursprungligen afrikansk tätting i familjen astrilder som också förvildats i olika delar av världen. IUCN kategoriserar arten som livskraftig.

## Utseende och levnadssätt
Helenaastrilden är en liten (11-12 centimeter), gråbrun tvärvattrad finkartad fågel med karakteristisk röd ögonmask, röd bukfläck och svart undergump. Även näbben är röd, hos ungfågeln brunsvart. Sången är en trestavig ramsa: "tjre-tjre-srii". Arten häckar i fuktiga gräsmiljöer som säv, bladvass, plymspirea och kaveldun.

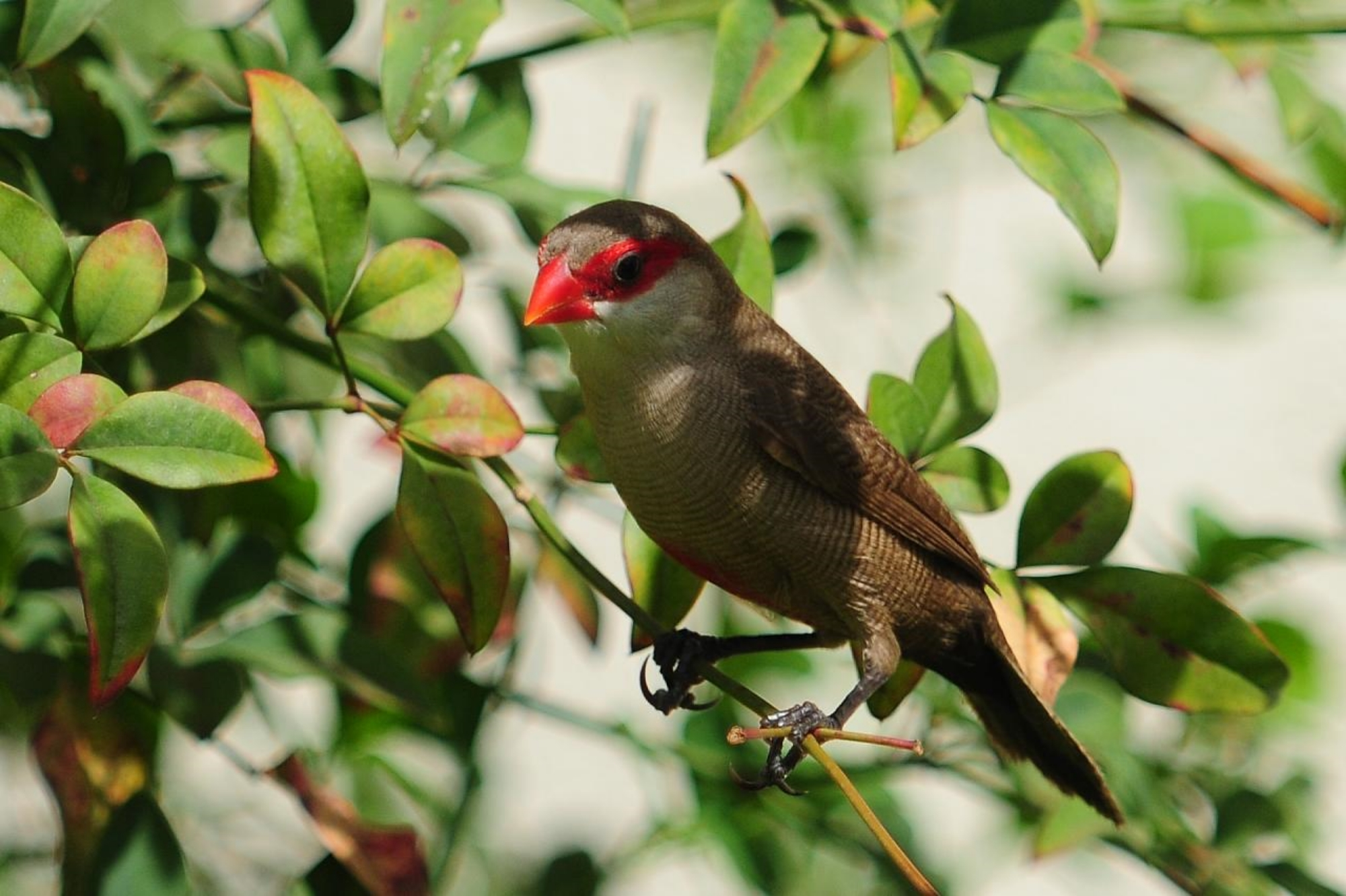
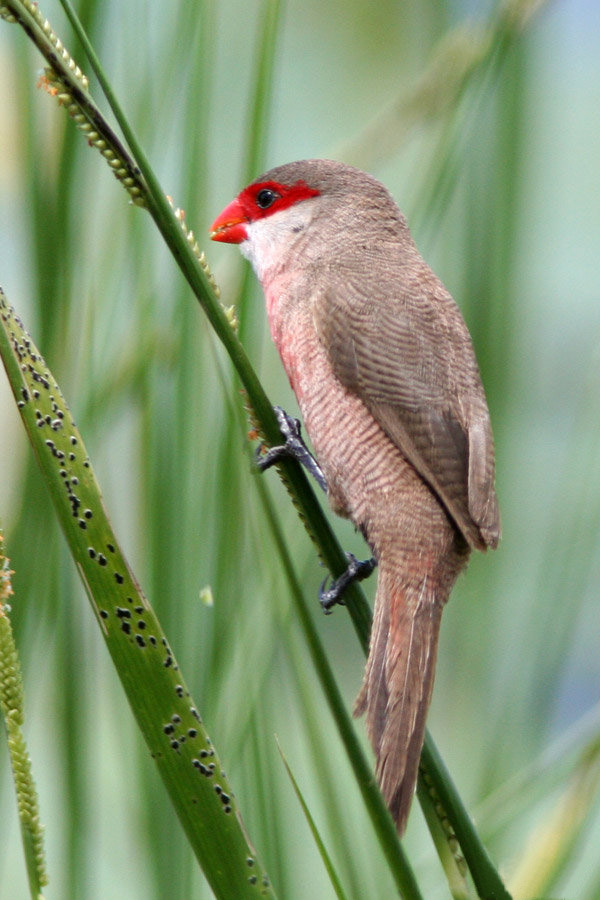
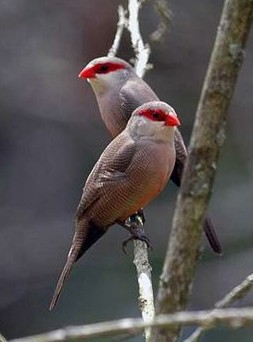
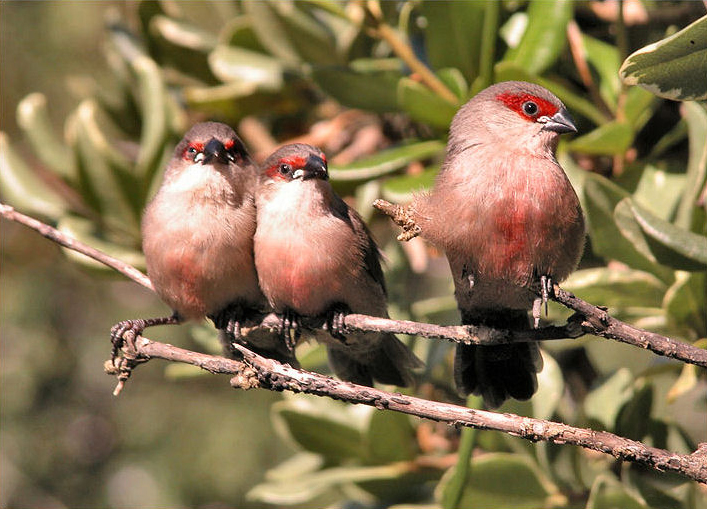
Ungfåglar.

## Utbredning och systematik
Helenaastrild förekommer i Afrika söder om Sahara och delas in i hela 15 underarter med följande utbredning:
- Estrilda astrild kempi – Sierra Leone till södra Guinea och Liberia
- E. a. occidentalis – Ghana till Centralafrikanska republiken, mellersta Kongofloden och nordöstra Kongo-Kinshasa, Bioko
- E. a. rubriventris – kustnära Gabon och nedre sydvästra Kongo Brazzaville till nordvästra Angola
- E. a. jagoensis – kustområden i västra Angola (Benguela och Namibe)
- E. a. angolensis – högplatån i västra Angola
- E. a. niediecki – Angola, sydvästra Zambia, nordöstra Namibia, norra Botswana och västra Zimbabwe
- E. a. damarensis – Namibia och nordvästra Kapprovinsen
- E. a. peasei – Etiopien
- E. a. macmillani – centrala och södra Sudan
- E. a. adesma– Uganda till östra Kongo-Kinshasa, Rwanda, Burundi, västra Kenya, nordvästra Tanzania
- E. a. minor – södra Somalia till östra Kenya, nordöstra Tanzania, Zanzibar och Mafiaön
- E. a. massaica – Kenya, östra Rift Valley, inre norra Tanzania
- E. a. cavendishi – Tanzania, sydöstra Kongo-Kinshasa, Zambia, Malawi till Zimbabwe, Moçambique
- E. a. astrild – västra Sydafrika och sydöstra Botswana
- E. a. tenebridorsa – östra Sydafrika, Lesotho och Swaziland

Arten har även med människans hjälp etablerat populationer världen runt, främst på öar (Azorerna, Kanarieöarna, Kap Verdeöarna, Madeira, Bermuda, Trinidad och Tobago, La Réunion, Mauritius, Seychellerna, Puerto Rico, Martinique, Nya Kaledonien, Franska Polynesien, Vanuatu, Hawaiiöarna) men även i Sydamerika (Brasilien och Uruguay) och i Europa (Spanien och Portugal).

## Status och hot
Arten har ett stort utbredningsområde och en stor population med stabil utveckling och tros inte vara utsatt för något substantiellt hot. Utifrån dessa kriterier kategoriserar internationella naturvårdsunionen IUCN arten som livskraftig (LC). Världspopulationen har inte uppskattats men den beskrivs som vida spridd och vanlig.